# Serdar Apaydın
Pour les articles homonymes, voir Apaydın.
Serdar Apaydın, né le 21 octobre 1966, à Kula, en Turquie, est un ancien joueur de basket-ball turc. Il évolue aux postes d'arrière et d'ailier.

## Palmarès
- Champion de Turquie 1995